# Cobancythere
Cobancythere is een geslacht van kreeftachtigen uit de klasse van de Ostracoda (mosselkreeftjes).

## Soort
- Cobancythere hartmanni Müller, 1894